# Pura Taman Ayun

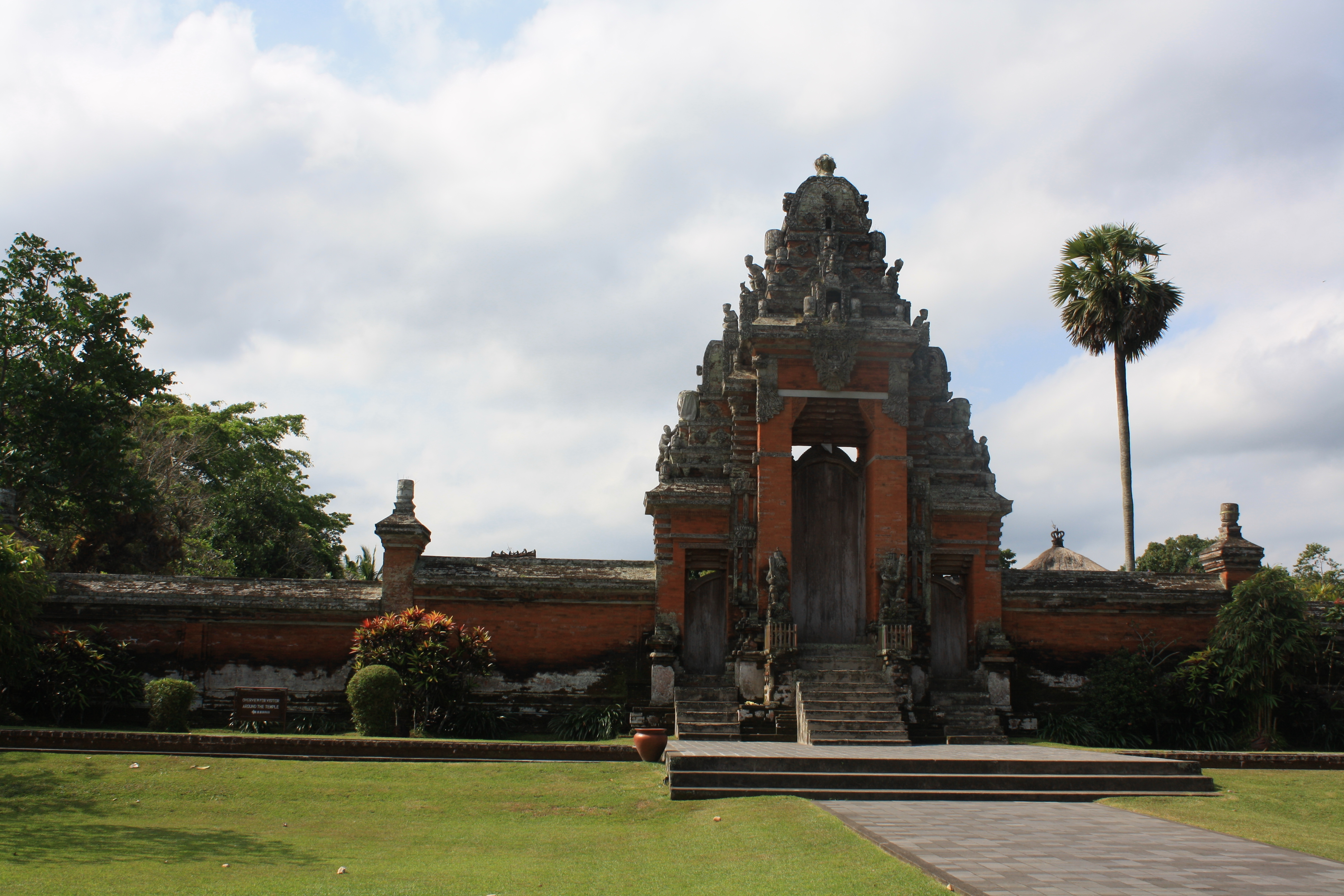
Haupteingang zur Tempelanlage

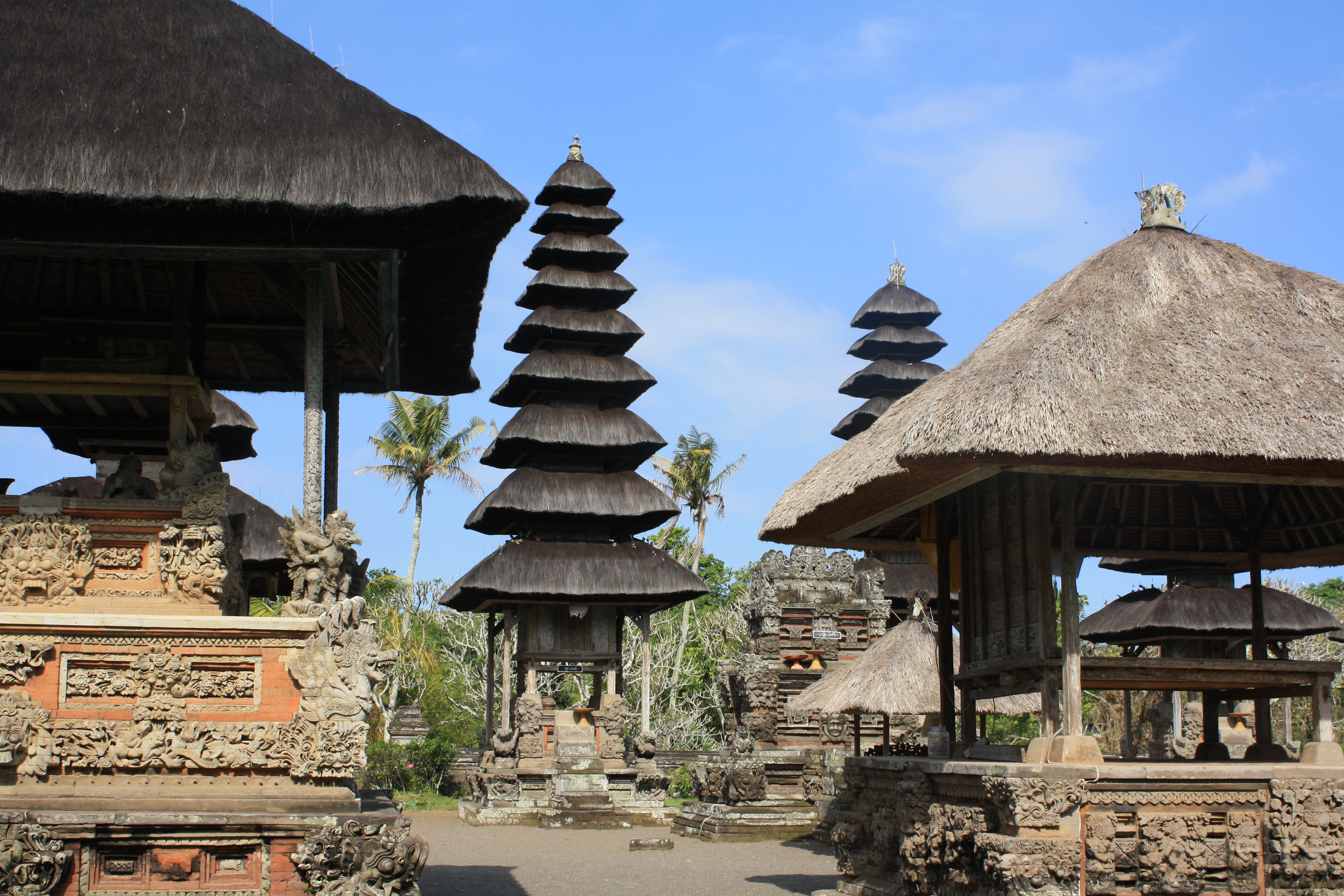
Zentrales Heiligtum in der Tempelanlage Taman Ayun

Pura Taman Ayun ist ein Tempelkomplex in Mengwi im Bezirk Badung auf der Insel Bali und gilt als einer der schönsten der Insel. Übersetzt bedeutet der vollständige Name "Pura Taman Ayun"‚ "Tempel des schwimmenden Gartens".
Erbaut wurde der Tempel im Jahr 1634 auf einer Flussinsel vom Prinzregenten I Gusti Agung Anon Putra-Raja von Mengwi. Eingerahmt ist die Anlage von zahlreichen blüten- und früchtetragenden Bäumen. Taman Ayun ist der Reichstempel der Rajas von Mengwi und spiegelt den hinduistischen Kosmos wider.